# Bandarra (revista)
Bandarra foi uma revista literária portuguesa que se começou a publicar no Porto, em Janeiro de 1953.
Dirigiram a revista Augusto Navarro e António Rebordão Navarro.
Dentre os seus colaboradores, pode citar-se Fernando Guimarães.
Anos mais tarde após a Revolução do 25 de Abril de 1974 esta revista veio a distinguir-se pelos ataques ao processo descolonizador e por posições a favor da manifestação da “maioria silenciosa”.
Ainda em junho do mesmo ano os partidos MFP e o PL constituíam a Fundação para a Difusão de Conhecimentos Políticos, Sociais e Económicos (DICOPSE) e entre os seus objetivos estava a publicação do Bandarra. Nessa altura era propriedade da Editorial Restauração, da qual eram acionistas Pedro Soares Martinez, Filipe de Bragança e o Conde de Caria. O director era Miguel Freitas da Costa, ex-jornalista dos jornais Agora e Diário da Manhã e Manuel Múrias, ex-chefe de redação do Telejornal da RTP antes do 25 de Abril, seu colaborador importante. Paralelamente, este periódico beneficiara de empréstimos do Banco Espírito Santo e Comercial de Lisboa.